# Rudi Valenčič

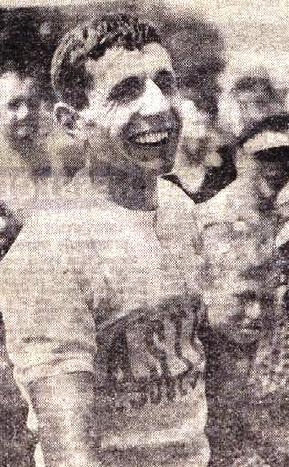
Rudi Valenčič

Rudolf „Rudi“ Valenčič (* 26. Juli 1941 in Pristava, Bohinj) ist ein ehemaliger jugoslawischer Radrennfahrer, der nationaler Meister im Radsport wurde.

## Sportliche Laufbahn
Valenčič war Teilnehmer der Olympischen Sommerspiele 1968 in Mexiko-Stadt. Im olympischen Straßenrennen belegte er beim Sieg von Pierfranco Vianelli den 39. Rang. Im Mannschaftszeitfahren wurde Jugoslawien mit Cvitko Bilić, Rudi Valenčič, Tanasije Kuvalja und Franc Škerlj als 16. klassiert.
1961 wurde er Zweiter in der Jugoslawien-Rundfahrt hinter Janez Žirovnik. 1964 und 1967 gewann er den Titel bei den jugoslawischen Meisterschaften im Straßenrennen. 1965 wurde er beim Sieg von Laslo Pavlik Dritter der Meisterschaft.
1964 sorgte er für einen jugoslawischen Erfolg sowohl in der Serbien-Rundfahrt als auch in der Jugoslawien-Rundfahrt (ein Etappensieg). 1965 kam ein Etappensieg in der Jugoslawien-Rundfahrt dazu. 1966 wurde er Sechster der Österreich-Rundfahrt, die er 1967 als Zweiter hinter dem Sieger Marinus Wagtmans beendete. 1968 gewann er erneut die Jugoslawien-Rundfahrt, vor Gösta Pettersson. In der Marokko-Rundfahrt belegte er den 4. Platz der Gesamtwertung.
In der Internationalen Friedensfahrt war er 1970 am Start, schied jedoch aus.